# Varzim SC
Varzim Sport Club – portugalski klub piłkarski, grający w sezonie 2024/2025 w Liga 3, mający siedzibę w mieście Póvoa de Varzim, leżącym w dystrykcie Porto. Głównym rywalem Varzim jest zespół Rio Ave FC.

## Historia
Varzim Sport Club został założony 25 grudnia 1915 roku. Przez pewien czas występował pod nazwą Varzim Foot-Ball Club. W pierwszej lidze występował łącznie przez 21 sezonów, a od 2003 roku gra w drugiej lidze, dwukrotnie będąc bliskim powrotu do ekstraklasy (zajął 4. miejsce w 2004 i 2006 roku).
Varzim SC wychowało wielu znanych zawodników. W drużynach młodzieżowych występowali Hélder Postiga, Bruno Alves, Milhazes, Geraldo, a już w dorosłych drużynach uczestnicy Mistrzostw Świata w Piłce Nożnej, Portugalczycy Rui Barros, Paulo Santos, António André i Angolczycy Marco Abreu, Paulo José Figueiredo i António Mendonça.
W sezonie 2009/2010 klub zanotował spadek na trzeci poziom ligowy do 2ª Divisão.

## Sukcesy
Występy w pierwszej lidze
1963-71, 1976-81, 1982-85, 1986-88, 1997-98, 2001-03

## Reprezentanci kraju grający w klubie
- Marco Abreu
- Paulo José Figueiredo
- António Mendonça
- Adelino Lopes
- Carlos Fumo Gonçalves
- António André
- Fernando Bandeirinha
- Rui Barros
- Eliseu
- António Lima Pereira
- Jorge Ribeiro
- Paulo Santos
- Bruno Vale
- Zé António